# Panzós
Panzós är en kommunhuvudort i Guatemala.   Den ligger i departementet Departamento de Alta Verapaz, i den centrala delen av landet, 120 km nordost om huvudstaden Guatemala City. Panzós ligger 175 meter över havet och antalet invånare är 25 569.
Terrängen runt Panzós är varierad. Runt Panzós är det ganska tätbefolkat, med 67 invånare per kvadratkilometer. Panzós är det största samhället i trakten. Omgivningarna runt Panzós är en mosaik av jordbruksmark och naturlig växtlighet.